# La Unión megye
La Unión Salvador legkeletebbi megyéje. Székhelye La Unión.

## Földrajz
Az ország keleti részén elterülő megye északon és keleten Hondurasszal, nyugaton Morazán és San Miguel megyékkel, délen pedig a Csendes-óceánnal határos.

## Népesség
La Unión megyében az országos folyamatokkal ellentétben az utóbbi időkben a népesség csökkent. A változásokat szemlélteti az alábbi táblázat:
| Év   | Lakosság |
| ---- | -------- |
| 1971 | 221 015  |
| 1992 | 255 565  |
| 2007 | 238 217  |